# قبله (شهر)
قَبَله (به ترکی آذربایجانی: Qəbələ) شهری در شهرستان قبله کشور جمهوری آذربایجان است. جمعیت این شهر بر اساس سرشماری سال ۱۹۸۹ میلادی، ۱۳٬۱۹۰ نفر و بر اساس سرشماری سال ۲۰۰۸ میلادی، ۱۲٬۲۰۰ بوده‌است.

## آب و هوا
این شهر دارای آب و هوای مرطوب قاره‌ای نزدیک به مرز آب و هوای نیمه گرمسیری مرطوب. است.  آب و هوای قبله گرم و معتدل با زمستان‌های خشک در نواحی پست و سرد و مرطوب در کوه‌های بلند است. میزان بارندگی سالانه این شهر ۵۰۰ تا ۶۰۰ میلی‌متر در جنوب و تا ۱۶۰۰ میلی‌متر در کوه‌های بلند شمالی است.
| داده‌های اقلیم قبله      | داده‌های اقلیم قبله | داده‌های اقلیم قبله | داده‌های اقلیم قبله | داده‌های اقلیم قبله | داده‌های اقلیم قبله | داده‌های اقلیم قبله | داده‌های اقلیم قبله | داده‌های اقلیم قبله | داده‌های اقلیم قبله | داده‌های اقلیم قبله | داده‌های اقلیم قبله | داده‌های اقلیم قبله | داده‌های اقلیم قبله |
| ماه                     | ژانویه             | فوریه              | مارس               | آوریل              | مه                 | ژوئن               | ژوئیه              | اوت                | سپتامبر            | اکتبر              | نوامبر             | دسامبر             | سال                |
| ----------------------- | ------------------ | ------------------ | ------------------ | ------------------ | ------------------ | ------------------ | ------------------ | ------------------ | ------------------ | ------------------ | ------------------ | ------------------ | ------------------ |
| میانگین بیش‌ترین °C (°F) | ۴٫۴ (۴۰)           | ۵٫۰ (۴۱)           | ۹٫۴ (۴۹)           | ۱۷٫۳ (۶۳)          | ۲۱٫۱ (۷۰)          | ۲۶٫۰ (۷۹)          | ۲۹٫۵ (۸۵)          | ۲۸٫۶ (۸۳)          | ۲۴٫۸ (۷۷)          | ۱۷٫۴ (۶۳)          | ۱۱٫۴ (۵۳)          | ۷٫۰ (۴۵)           | ۱۶٫۸ (۶۲)          |
| میانگین روزانه °C (°F)  | −۰٫۵ (۳۱)          | ۰٫۱ (۳۲)           | ۴٫۰ (۳۹)           | ۱۰٫۵ (۵۱)          | ۱۵٫۶ (۶۰)          | ۱۹٫۶ (۶۷)          | ۲۱٫۹ (۷۱)          | ۲۲٫۳ (۷۲)          | ۱۷٫۴ (۶۳)          | ۱۱٫۷ (۵۳)          | ۵٫۹ (۴۳)           | ۲٫۰ (۳۶)           | ۱۰٫۹ (۵۲)          |
| میانگین کم‌ترین °C (°F)  | −۳٫۹ (۲۵)          | −۲٫۸ (۲۷)          | ۱٫۰ (۳۴)           | ۶٫۷ (۴۴)           | ۱۱٫۲ (۵۲)          | ۱۵٫۴ (۶۰)          | ۱۸٫۲ (۶۵)          | ۱۷٫۴ (۶۳)          | ۱۳٫۹ (۵۷)          | ۸٫۵ (۴۷)           | ۳٫۰ (۳۷)           | −۱٫۴ (۲۹)          | ۷٫۳ (۴۵)           |
| بارندگی میلی‌متر (اینچ)  | ۴۳ (۱٫۶۹)          | ۵۰ (۱٫۹۷)          | ۷۲ (۲٫۸۳)          | ۷۳ (۲٫۸۷)          | ۱۰۱ (۳٫۹۸)         | ۹۷ (۳٫۸۲)          | ۵۳ (۲٫۰۹)          | ۵۵ (۲٫۱۷)          | ۵۱ (۲٫۰۱)          | ۱۰۲ (۴٫۰۲)         | ۵۷ (۲٫۲۴)          | ۴۱ (۱٫۶۱)          | ۷۹۵ (۳۱٫۳)         |
| میانگین روزهای بارندگی  | ۸                  | ۸                  | ۱۱                 | ۹                  | ۱۱                 | ۸                  | ۶                  | ۴                  | ۵                  | ۹                  | ۸                  | ۸                  | ۹۵                 |
| منبع: NOAA              |                    |                    |                    |                    |                    |                    |                    |                    |                    |                    |                    |                    |                    |

## اقتصاد
اقتصاد قبله عمدتاً بر پایه کشاورزی، گردشگری و برخی صنایع تولیدی مانند مواد غذایی، تنباکو و پرورش کرم ابریشم است. شرکت‌های اصلی تولیدی شهر در زمینه مهندسی، ساخت و ساز، آبجوسازی و تولید مواد غذایی فعالیت دارند.  کارخانه‌های گوناگونی مانند کارخانه آب میوه گیری و کارخانه تولید آجیل در این منطقه فعالیت می‌کنند.

## ورزش
این شهر دارای یک باشگاه فوتبال حرفه‌ای به نام قبله است که در لیگ برتر فوتبال جمهوری آذربایجان رقابت می‌کند. این باشگاه بازی‌های خانگی خود را در ورزشگاه شهر قبله برگزار می‌کند.  این شهر دارای یک مجتمع اسب‌دوانی برای مسابقات سوارکاری است. از سال ۲۰۱۳ میلادی، یک باشگاه تیراندازی در شهر گشایش یافته است.

## بهداشت
این شهر دارای یک بیمارستان منطقه‌ای بزرگ، بیمارستان تخصصی کودکان و یک مرکز توانبخشی است.

## آموزش
در این شهر ۴ دبستان، ۵ دبیرستان و ۴ مدرسه استثنایی وجود دارد.

## غذا و خوراک
در این شهر خوراک‌های بومی گوناگونی همچون قبله پلو، دلمه با آجیل، اوچ قولاق، دووگا و انواع چیغیرتما مانند چیغیرتمای مرغ، چیغیرتمای بادمجان، چیغیرتما پلو و چیغیرتما با لوبیا سبز دارد.

## رسانه
در دوره اتحاد جماهیر شوروی، روزنامه‌ای به نام قبلیت در شهر قبله به چاپ می‌رسید.
امروز روزنامه‌ای به نام قبله در شهر منتشر می‌شود که نخستین بار در ۱۵ اکتبر ۱۹۳۳ میلادی با نام مبارز بلشویک آغاز به چاپ کرد. این روزنامه زیر نظر دولت جمهوری آذربایجان به چاپ می‌رسد.
هم‌اکنون تارنمایی به نام Gabalacity.net به دست مردم شهر ایجاد شده و در آن داده‌های فراوانی درباره گسترش گردشگری در این شهر و پیرامون آن وجود دارد.

## ترابری

### زمینی
این شهر دارای پایانه سواری و اتوبوس به مقصد دیگر شهرهای جمهوری آذربایجان از جمله باکو است.

### هوایی
فرودگاه قبله در ۲۰ کیلومتری جنوب شهر جای دارد. این فرودگاه دو بار در هفته پرواز به باکو و گاهی پروازهایی به مقصد دبی و روسیه دارد.

## نگارخانه

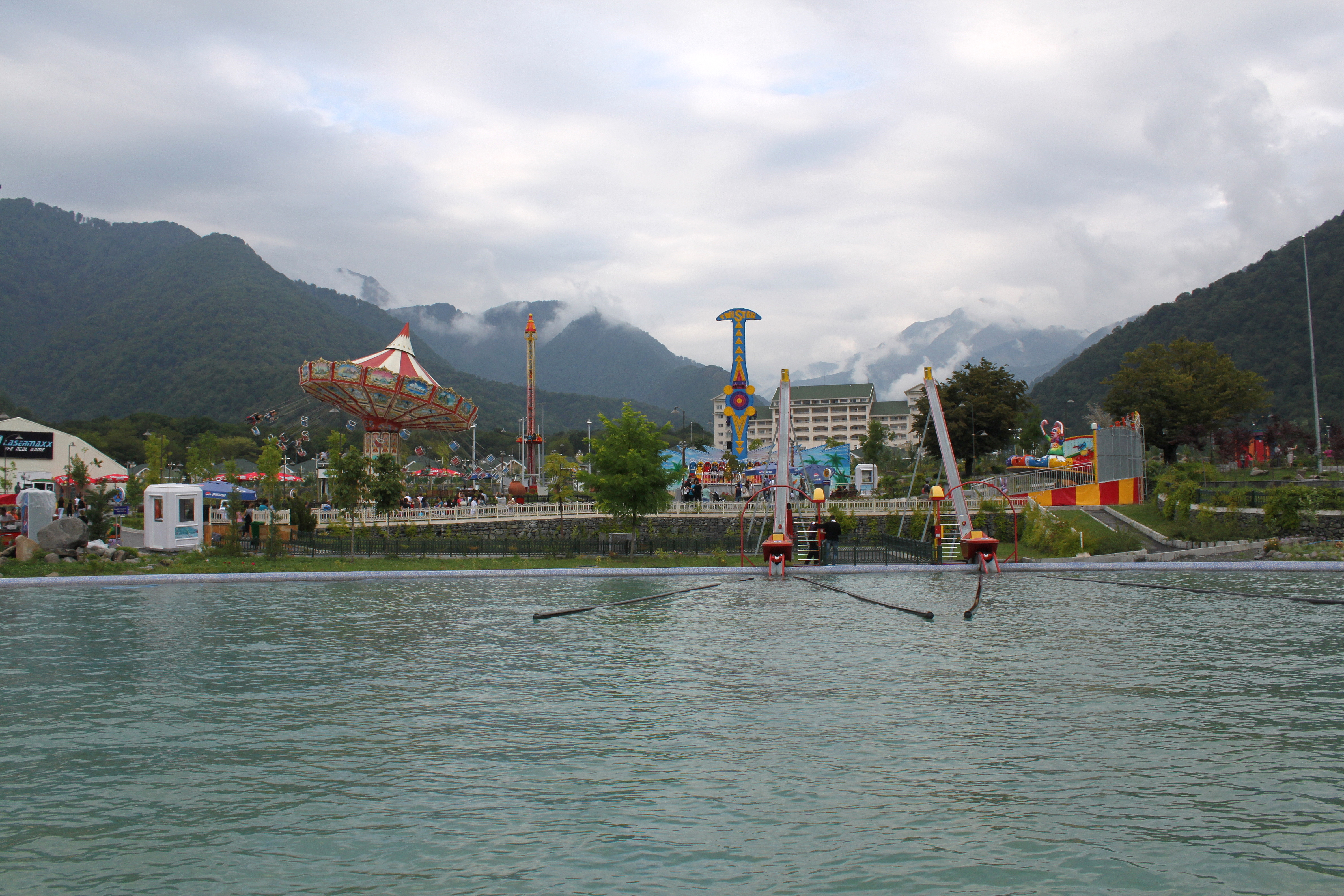
شهربازی قبله
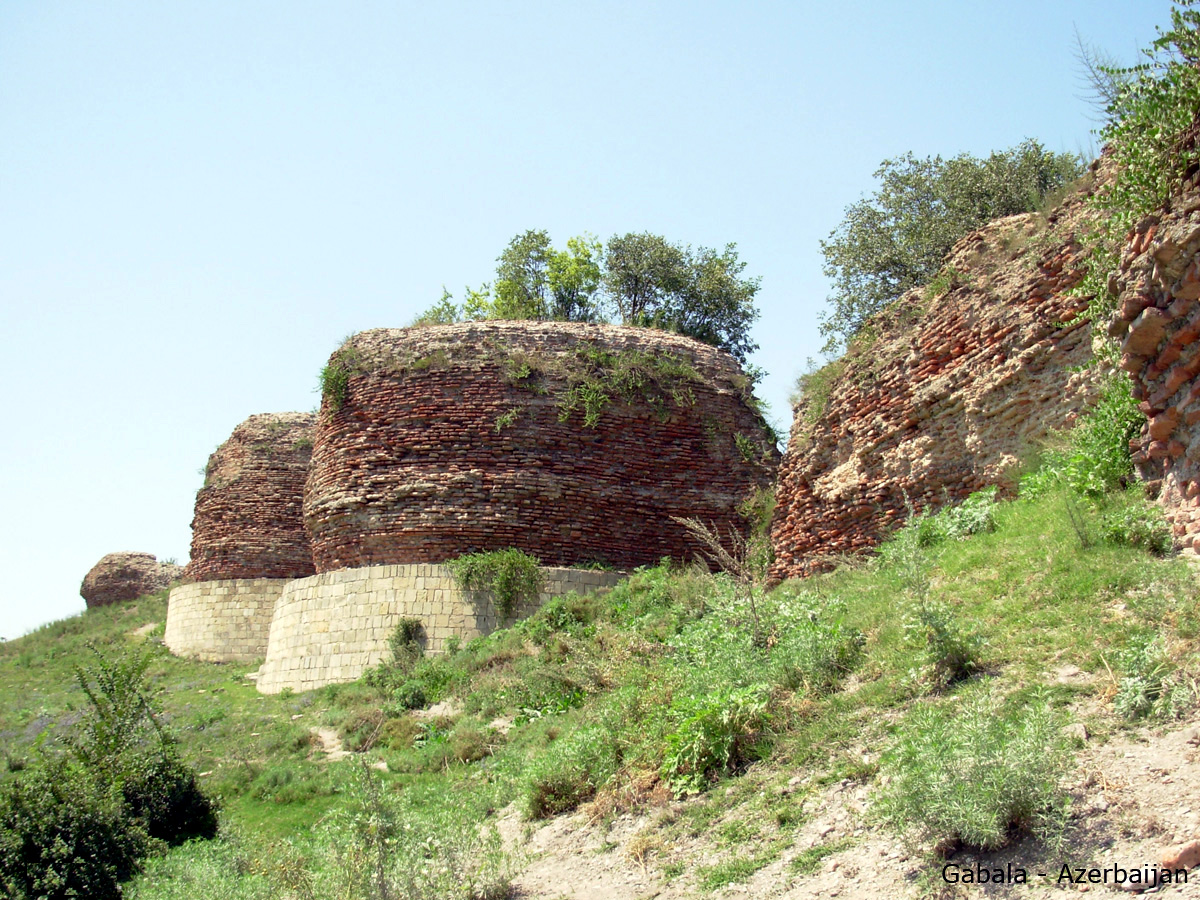
دژ تاریخی قبله
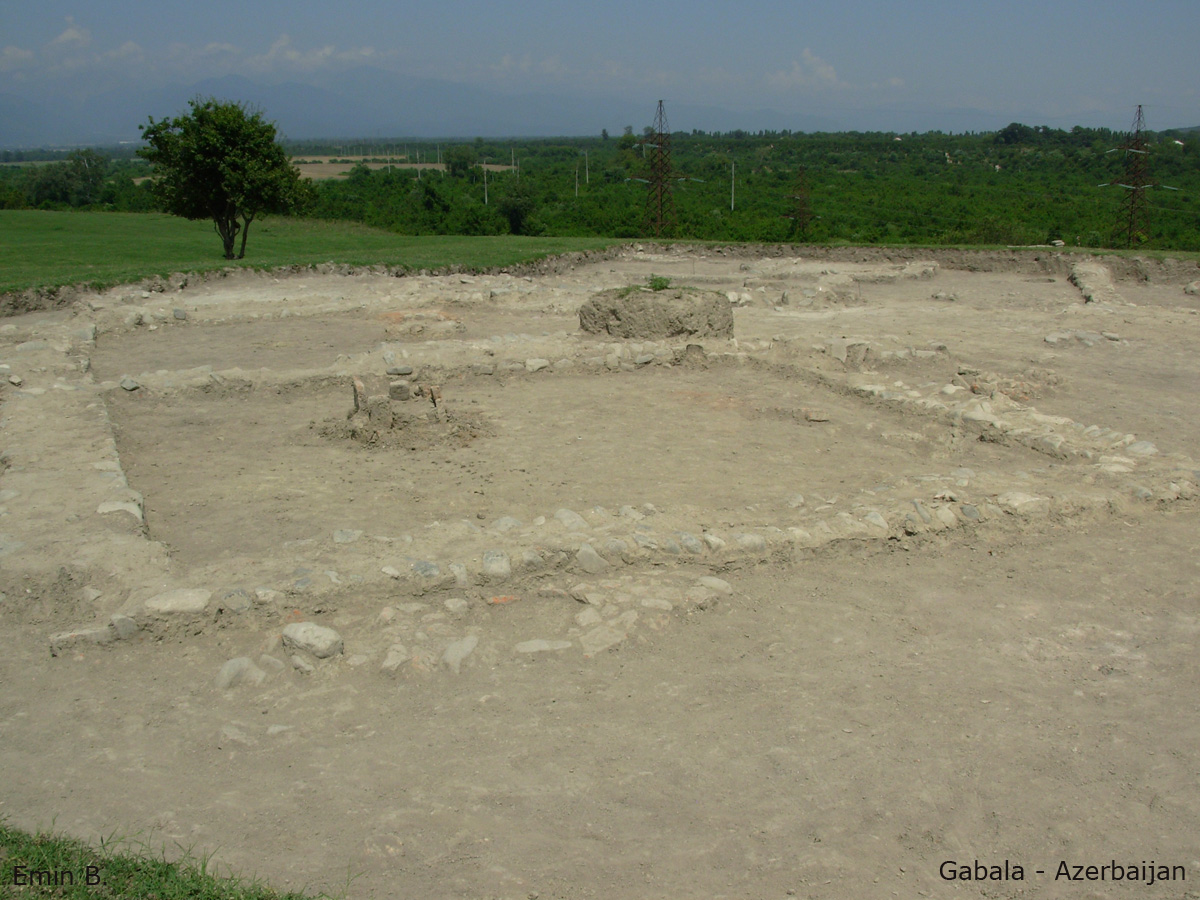
دژ تاریخی قبله
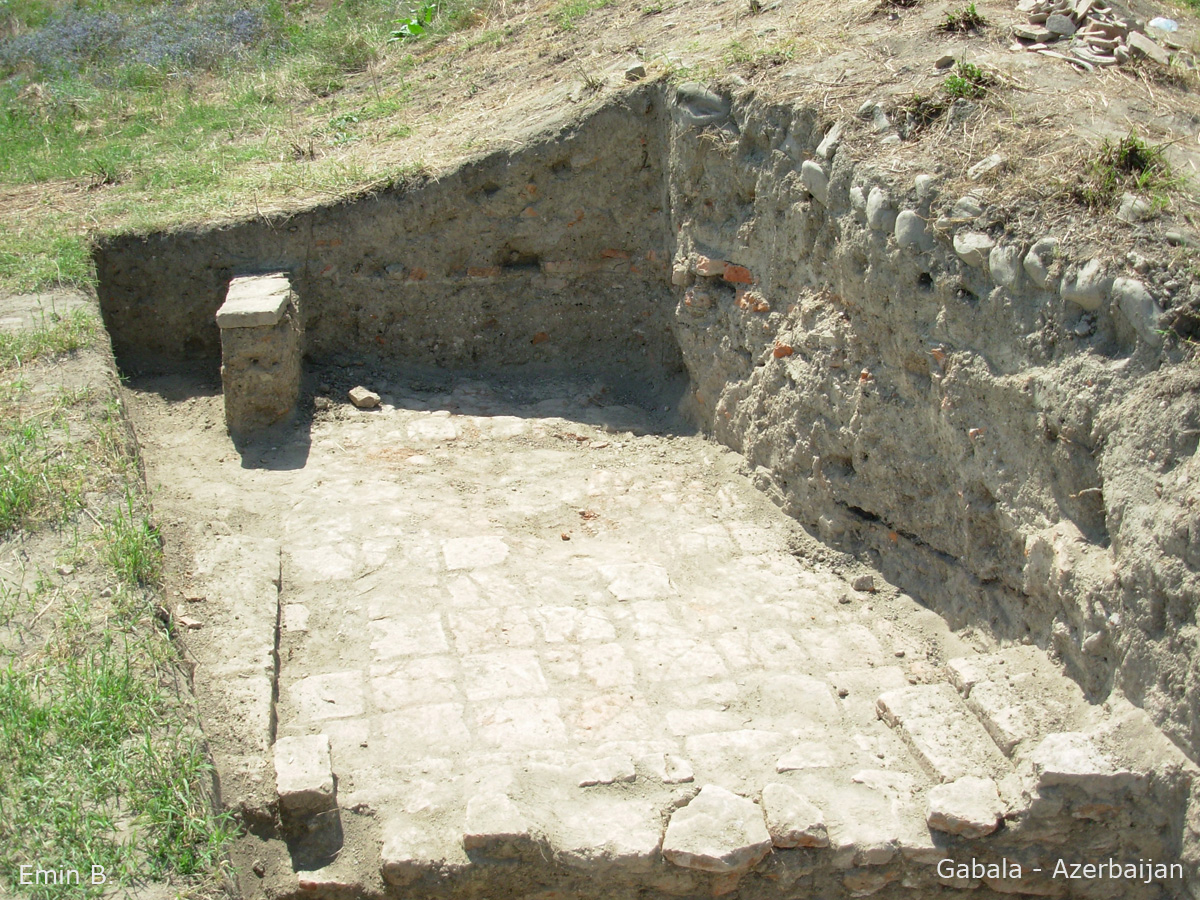
کاوش‌های باستان‌شناسی در قبله
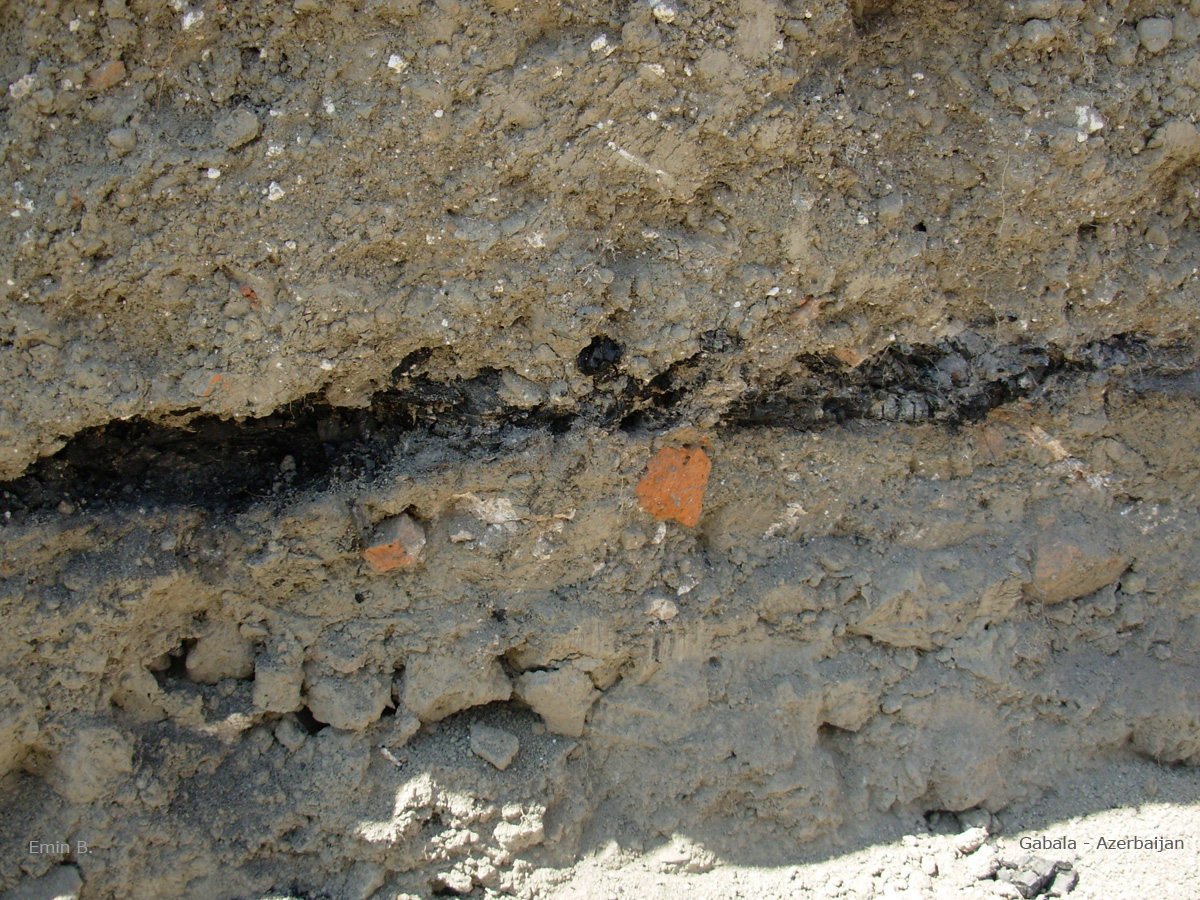
کاوش‌های باستان‌شناسی در قبله
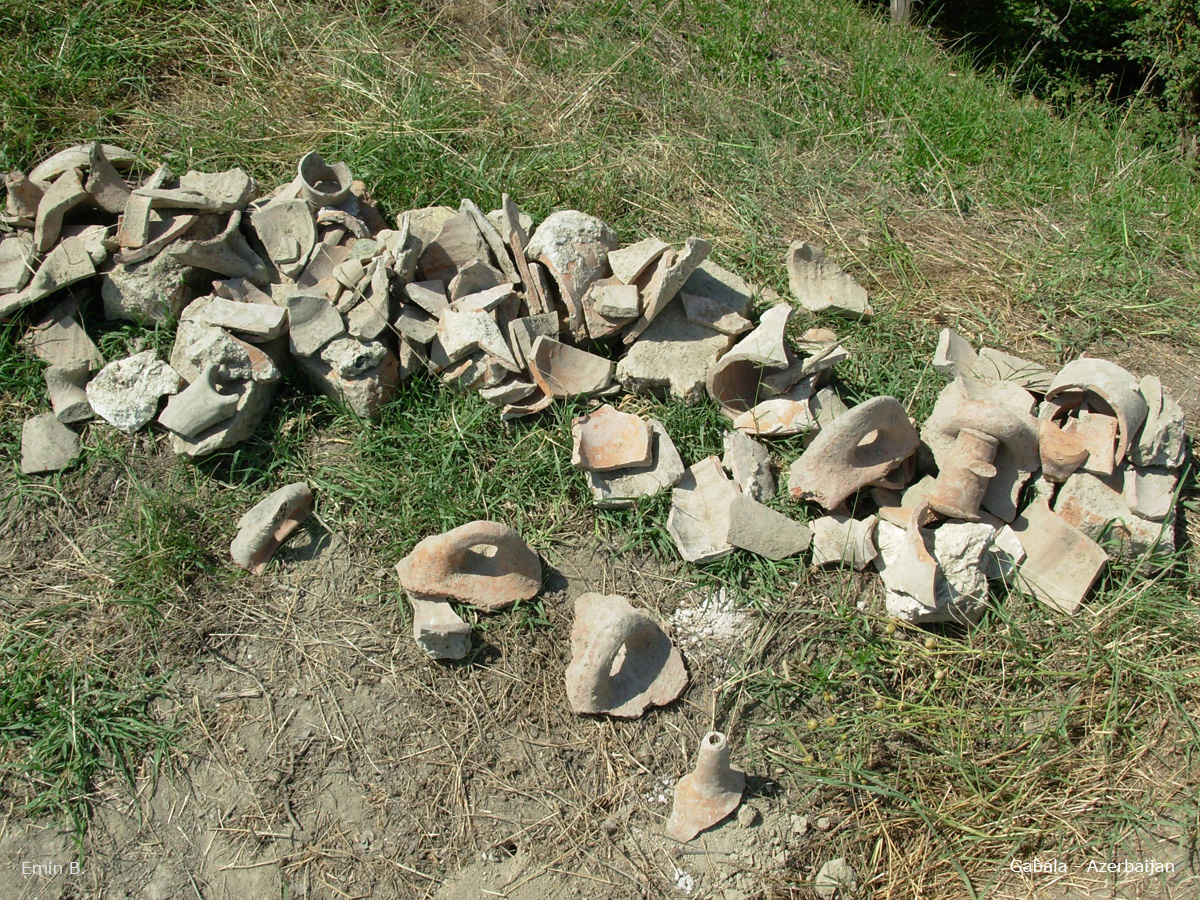
کاوش‌های باستان‌شناسی در قبله
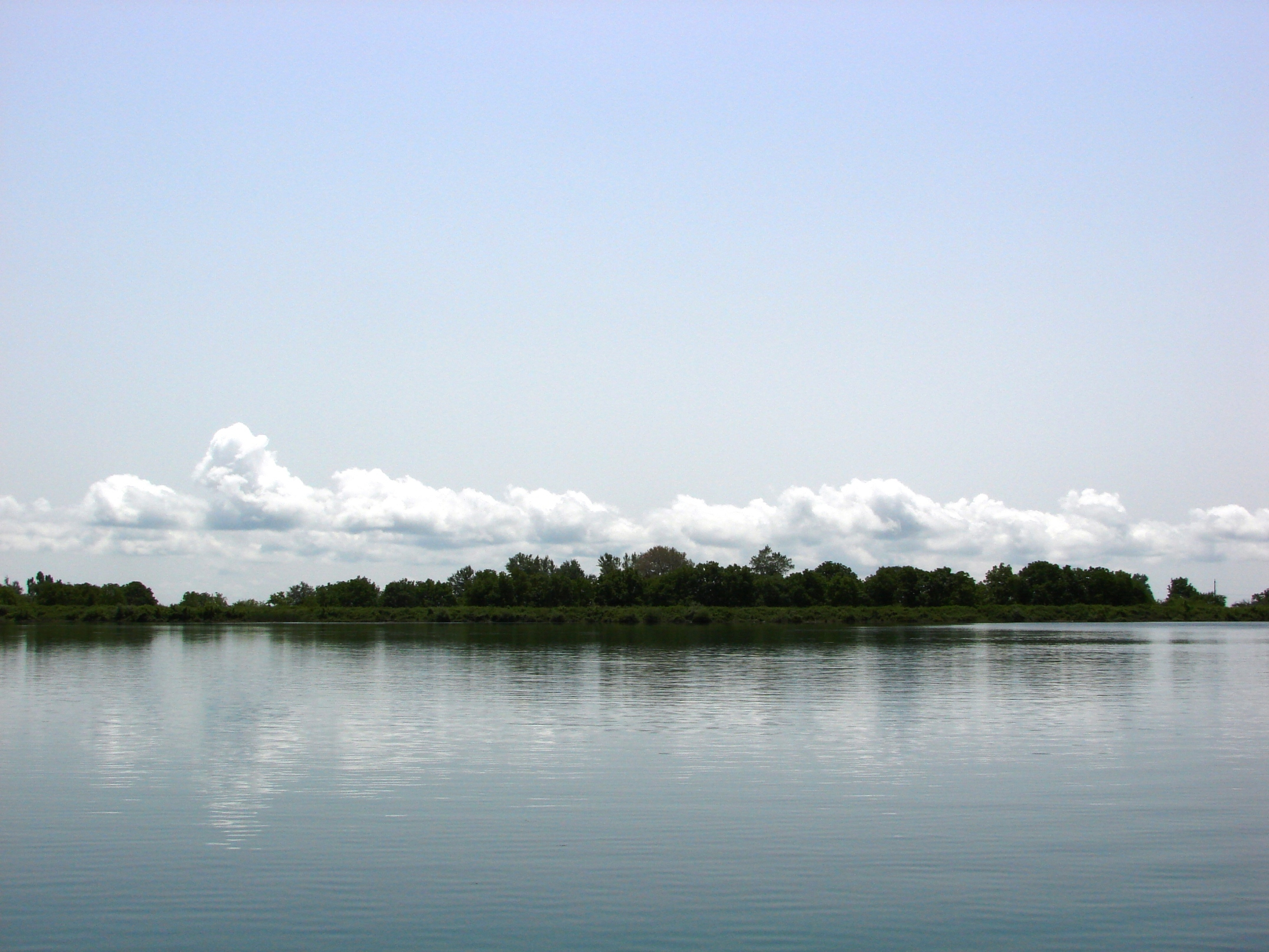
دریاچه قبله
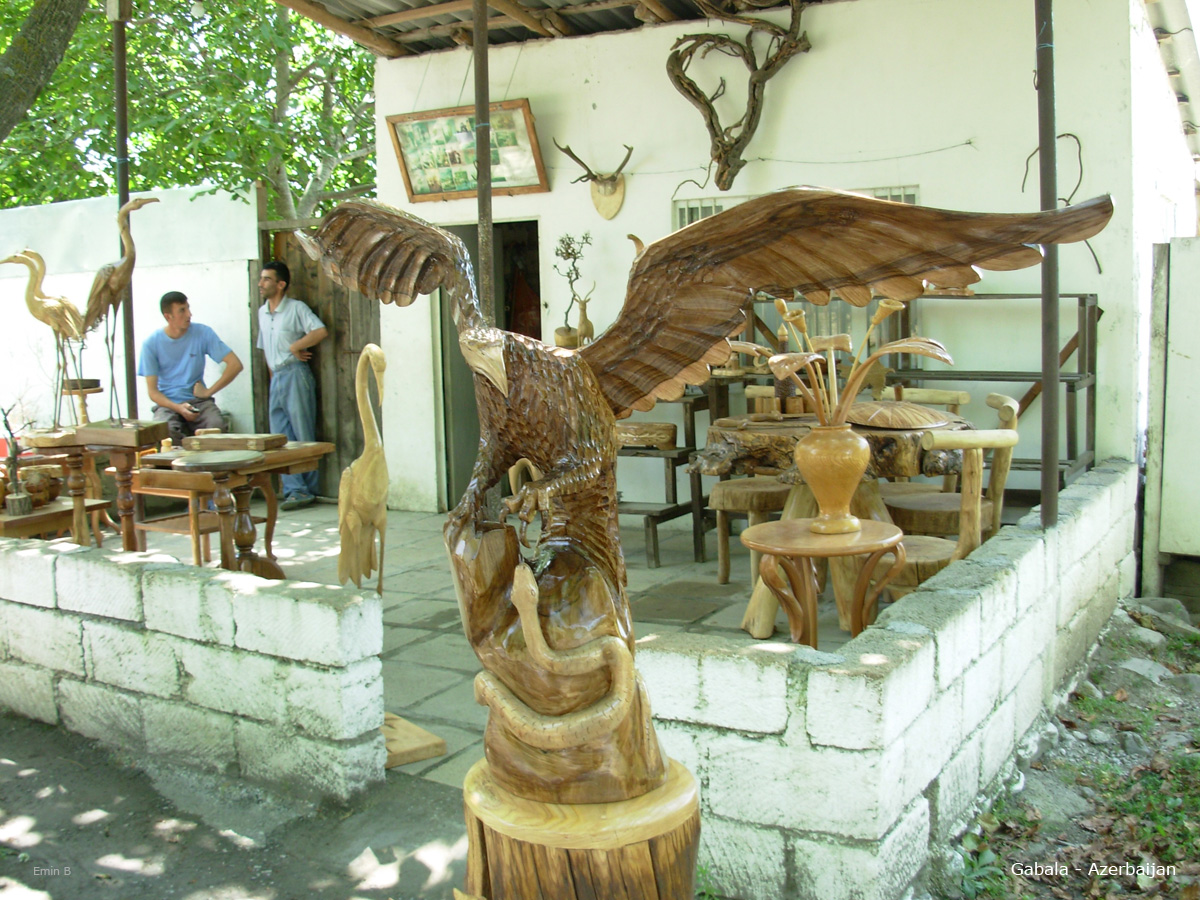
صنایع دستی قبله
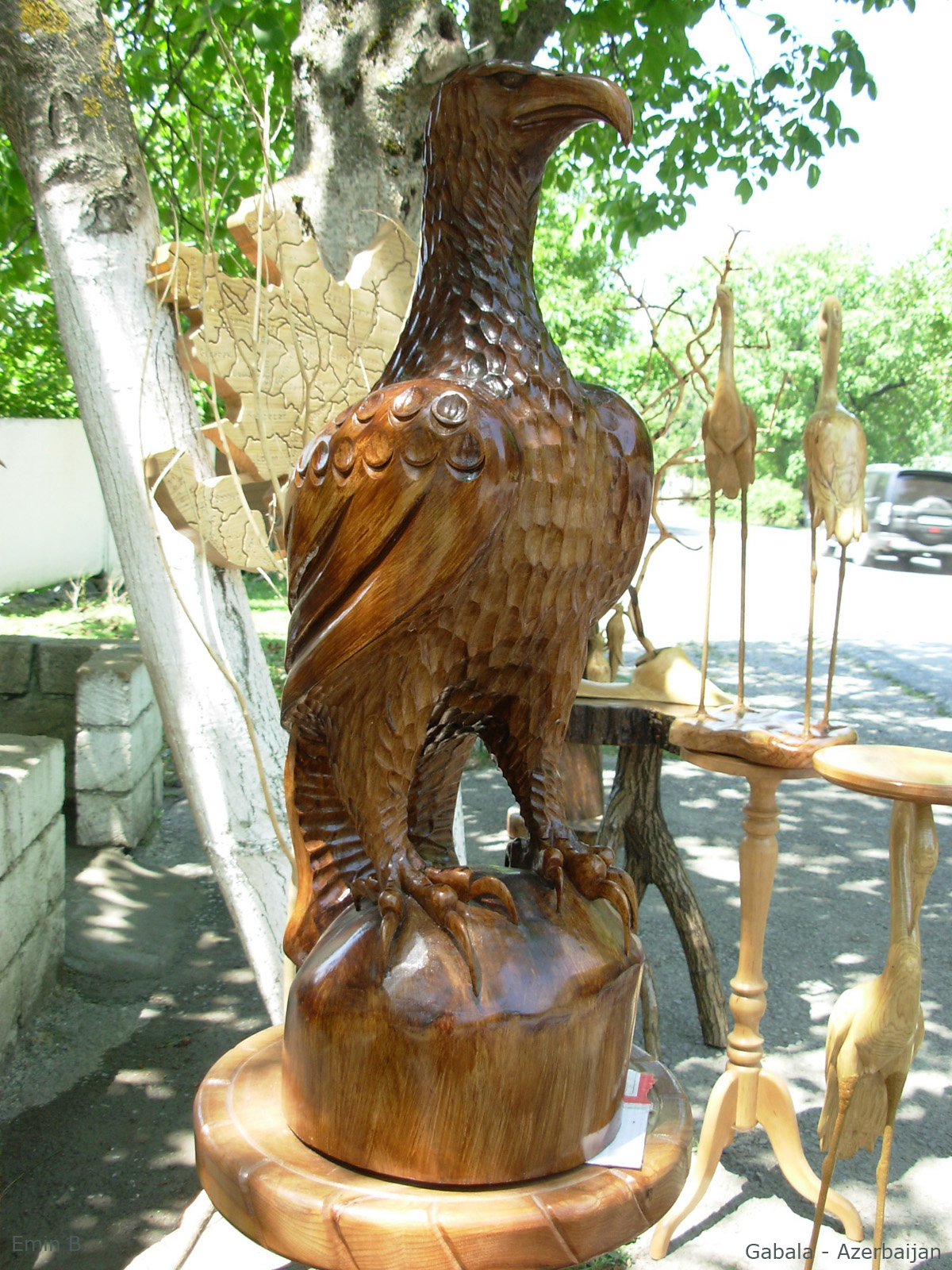
صنایع دستی قبله
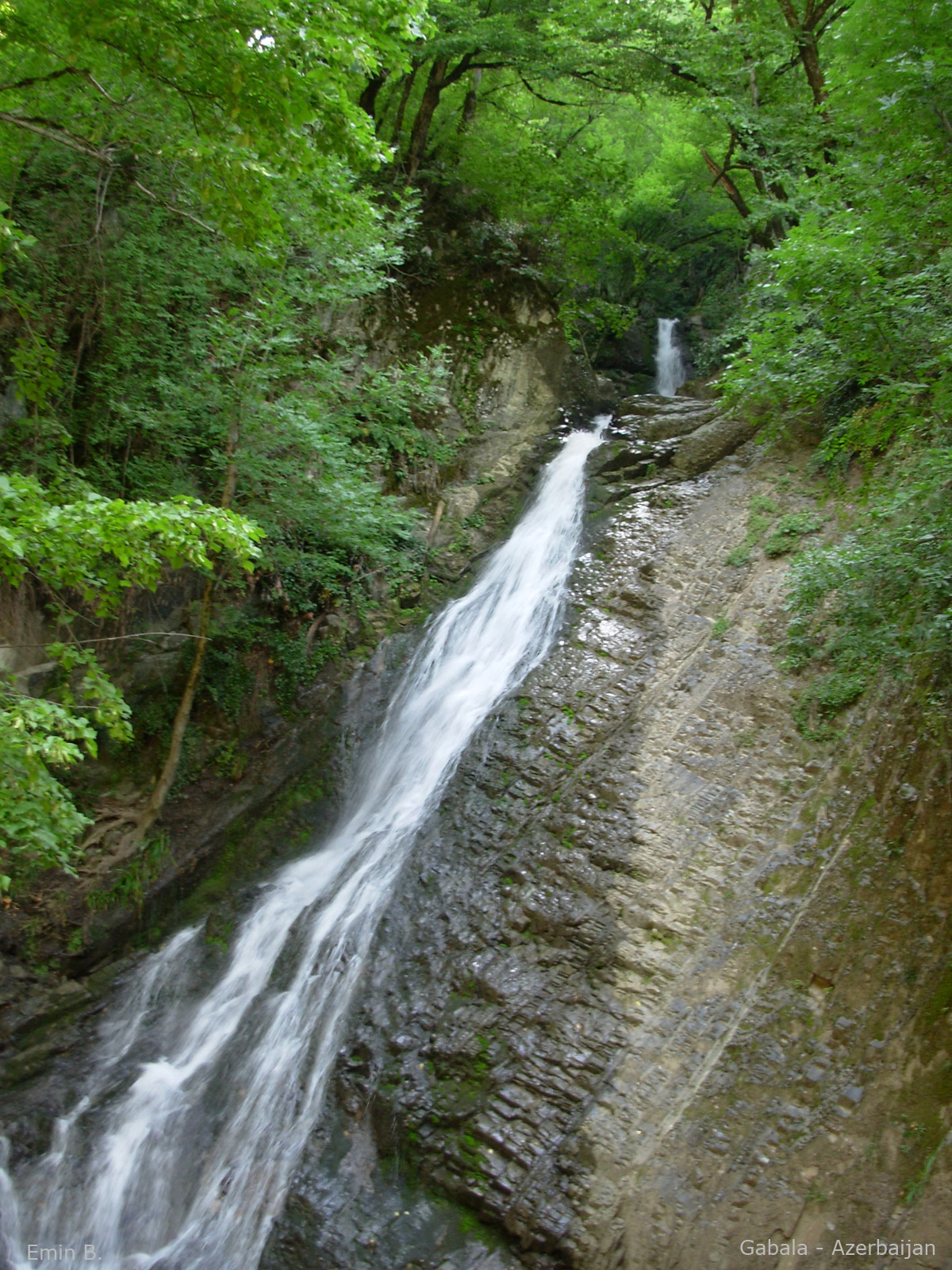
آبشاری در قبله